# Прапор Монастирка (Коломийський район)
Пра́пор Монастирка — офіційний символ села Монастирок, Коломийського району Івано-Франківської області, затверджений 8 липня 2005 р. рішенням Луківської сільської ради.
Автор — Андрій Гречило.

## Опис
Квадратне синє полотнище з рівним білим хрестом (ширина рамен рівна 1/5 сторони полотнища), у синіх полях — по жовтій 8-променевій зірці.

## Зміст
Хрест розкриває походження назви села від давнього монастиря, а зірки є символом постійності та стабільності.